# Прибужжя (село)
Прибу́жжя (до 1945 — Акмечетка, Ак-Мечеть) — село в Україні, у Вознесенському районі Миколаївської області. Адміністративний центр Прибузької сільської територіальної громади. Розташоване на правому березі річки Південний Буг, за 25 км на північ від районного центру та за 7 км від найближчої залізничної станції Трикратне. Населення становить 1989 осіб.

## Історія села
Під час правління Османської імперії XVII—XVIII століття, селище мало білу мечеть, внаслідок чого й отримало свою першу назву — Ак-Мечеть.
Першими мешканцями села стали переселенці з Полтавської губернії, які зберегли стару назву.
За часів СРСР в селі містилась центральна садиба колгоспу імені Суворова, працював комбінат будівельних матеріалів, асфальтобетонний і щебеневий заводи.
В селі знаходиться середня школа, фельдшерсько-акушерський пункт, будинок культури, бібліотека, дитячий садок, відділення зв'язку, кілька магазинів.

### Концтабір
Під час Другої світової війни у жовтні 1941 року біля сел Богданівка, Доманівка та Акмечетка було створено табори знищення. Румунські окупаційні війська звозили в табір євреїв з Бессарабії, Буковини, Одеси, Східного Поділля і самої Румунії.
Наприкінці 1941 року в таборі було близько 54 тисяч осіб. Кількість жертв, страчених у Доманівському районі, перевищує 115 тисяч осіб.

## Населення

### Мова
Розподіл населення за рідною мовою за даними перепису 2001 року:
| Мова            | Кількість | Відсоток |
| --------------- | --------- | -------- |
| українська      | 1899      | 95.48%   |
| російська       | 63        | 3.16%    |
| румунська       | 18        | 0.91%    |
| білоруська      | 6         | 0.30%    |
| вірменська      | 1         | 0.05%    |
| болгарська      | 1         | 0.05%    |
| інші/не вказали | 1         | 0.05%    |
| Усього          | 1989      | 100%     |

## Відомі уродженці
Уродженцями села є:
- Дорош Ю. П. — Герой Радянського Союзу.
- Луценко І. А. — доктор філологічних наук, професор.